# メグレル語
メグレル語（メグレルご、メグレル語: მარგალური ნინა、Margaluri nina）は、カルトリ語と同じ南コーカサス語族に属し、主にジョージア北西部のサメグレロ地方で話される言語。
固有の表記体系を持たず、基本的に話し言葉に限られるが、まれに同じカルトヴィリ諸語の表記に用いるジョージア文字を借用し表記される。
話者の総人口は約50万人であるが、カルトリ語との二言語併用者がほとんどである。
言語としては、主にトルコ国内で話されるラズ語に近い。
ジョージア国内のその他の都市やアブハジア自治共和国でも話される。

## 言語名別称
- ミングレル語
- Mingrelian
- Margaluri
- Megrel
- Megruli

## 方言
2つの方言が区別される。
- Zugdidi-Samurzakano（または北西方言）
- Senaki（または南東方言）